# José María Pino Suárez, Salto de Agua
José María Pino Suárez är en ort i Mexiko.   Den ligger i kommunen Salto de Agua och delstaten Chiapas, i den sydöstra delen av landet, 800 km öster om huvudstaden Mexico City. José María Pino Suárez ligger 49 meter över havet och antalet invånare är 307.
Terrängen runt José María Pino Suárez är kuperad åt sydväst, men åt nordost är den platt. Runt José María Pino Suárez är det ganska glesbefolkat, med 36 invånare per kvadratkilometer. Närmaste större samhälle är Palenque, 17,8 km öster om José María Pino Suárez. I omgivningarna runt José María Pino Suárez växer i huvudsak städsegrön lövskog.